# La Haye-d'Ectot
La Haye-d'Ectot is een gemeente in het Franse departement Manche (regio Normandië) en telt 195 inwoners (1999). De plaats maakt deel uit van het arrondissement Cherbourg-Octeville.

## Geografie
De oppervlakte van La Haye-d'Ectot bedraagt 7,4 km², de bevolkingsdichtheid is 26,4 inwoners per km².
De onderstaande kaart toont de ligging van La Haye-d'Ectot met de belangrijkste infrastructuur en aangrenzende gemeenten.

## Demografie
Onderstaande figuur toont het verloop van het inwonertal (bron: INSEE-tellingen).
1. ↑  Populations de référence 2022.